# 日本振興
日本振興株式会社（にほんしんこう）は、大阪府大阪市中央区に本社を置く建設コンサルタント会社で、土木施工管理業務を主体として全国に展開している。

## 会社概要
日本振興株式会社は、ダム、河川、道路分野の土木施工管理に強みを持つ会社で、官公庁等が実施する公共土木施設整備等に関する各種工事や災害復旧工事などの工事発注及び監督・検査に関わる補助業務（国土交通省では「発注者支援業務等」と呼んでいる）を行う会社である。
一方で、近年では環境事業分野への展開も図り、ダム・湖沼等の閉鎖水域などの水質・底質改善や土壌改良といった環境製品の販売、植物の活性化等の新技術開発に取り組んでいる。
- 本店 - 大阪府大阪市中央区
- 支店 - 東北・東京・名古屋・大阪・中国四国・九州

## 沿革
- 1977年3月 - 大阪市北区に日本振興株式会社を設立。台風災害復旧の測量、設計、積算、施工管理を中心として業務を開始する。
- 1997年3月 - 大阪府泉南市りんくう南浜に新社屋完成。本店並びに大阪支店を新社屋に移転する。
- 2001年8月 - ISO 9001認証取得。
- 2009年7月 - 環境事業部を設立し、環境商材の営業活動を開始する。
- 2011年3月 - 東日本大震災の復旧復興事業対応のため災害対策部を設置する。
- 2022年4月 - 本店を大阪市中央区に移転する。

## 登録部門
- 建設コンサルタント - 国土交通大臣登録　建25-4111号[3]
- 補償コンサルタント - 国土交通大臣登録　補24-1788号[4]
- 測量業 - 国土交通大臣登録　(9)-8855号[3]
- 地質調査業 - 国土交通大臣登録　質21第1535号[3]
- 一級建築士事務所 - 広島県知事登録　広島県13(1)第4943号